# John Tyndall
John Tyndall (2 d'agost de 1820 - 4 de desembre de 1893), físic. Va néixer a Leighlinbridge, al comtat de Carlow (Irlanda).
El seu àmbit d'estudi foren els col·loides, i per extensió, l'anomenat Efecte Tyndall, un fenomen òptic què estudià el 1869 i què porta el seu nom.
El 1870, demostrà que un prim corrent d'aigua podia contenir i guiar la llum, idea clau per al futur desenvolupament de la fibra òptica.